# Sieniawa (gmina)
La gmina de Sieniawa [ɕeˈɲava] (en ukrainien : Сінява, Siniawa) est une commune urbaine-rurale (gmina miejsko-wiejska) du sud-est de la Pologne située dans la Voïvodie des Basses-Carpates faisant partie du powiat de Przeworsk. D'une superficie de 122,7 km², elle comptait 7 022 habitants en 2017. 
Son siège, la ville de Sieniawa se situe à environ 15 km de Przeworsk, le siège du powiat et 60 km de Rzeszów, la capitale régionale.